# باشگاه فوتبال ژان دارک
باشگاه فوتبال ژان دارک (به انگلیسی: Jeanne d'Arc FC) یک باشگاه فوتبال مالیایی مستقر در باماکو است.

## تاریخچه
این باشگاه در فصل ۰۹–۲۰۰۸، در بالاترین سطح مسابقات فوتبال مالی، لیگ برتر مالی، به رقابت پرداخت.

## افتخارات
- لیگ بی مالی
  - قهرمان (۱) ۲۰۰۸[۳]